# Tatort: Restschuld
Restschuld ist ein Fernsehfilm aus der Krimireihe Tatort. Der vom WDR produzierte Beitrag ist die 1288. Tatort-Episode und wurde am 5. Januar 2025 im SRF, im ORF und im Ersten ausgestrahlt. Das Kölner Ermittlerduo Ballauf und Schenk ermittelt in seinem 92. Fall. Da Ballauf 1992–94 bereits Teil des Teams Flemming, Koch und Ballauf gewesen war und dort acht Fälle löste, ist dies für Max Ballauf der 100. Fall.

## Handlung
Während eines Telefonats mit seinem Lebensgefährten David Gross wird der erfolgreiche Inkasso-Außendienstmitarbeiter Fabian Pavlou auf dem Heimweg von seiner Tätigkeit in der international tätigen Firma Correct Inkasso brutal überfallen und erleidet dabei eine Stichverletzung. Am Tatort finden die Kommissare Ballauf und Schenk jedoch nur eine große Blutlache – vom Opfer fehlt jede Spur.
Die Kommissare ermitteln bei Schuldnern, mit denen Pavlou in letzter Zeit zu tun hatte. Die Steuerfachangestellte Stefanie Schreiter, die die Schulden ihres Ex-Mannes aus einem erfolglosen Start-Up tilgen muss, wurde von Pavlou bedroht. In der Tiefgarage von Correct Inkasso hatte sie eine tätliche Auseinandersetzung mit ihm, was sie verdächtig machte. Pavlou kündigte ihr eine Lohnpfändung an. Dennoch bezahlte sie in einem Kaufhaus mit einer größeren Summe Bargeld. Sie erklärt den Kommissaren, dass sie ihren Sohn, der bei seinem Vater lebt, für den Abschlussball seiner Tanzschule einkleiden wollte. Das Geld dazu war aber nicht geraubt, sondern sie hatte sich dafür prostituiert.
Neben Stefanie Schreiter gehört auch Jost Lehnen zu Pavlous „Kunden“. Ihm hatte er das Konto pfänden lassen, sodass er trotz aller Bemühungen Geld aufzutreiben, die Kreditraten der Hypothek für sein Haus nicht mehr bedienen konnte. Jetzt droht dem Ehepaar Lehnen die Zwangsversteigerung ihres repräsentativen Hauses. In seiner Not hat er ohne Wissen seiner Ehefrau deren geliebte Geige verkauft, um damit eine Ratenvereinbarung für einen Zwischenkredit bei Correct Inkasso zu erwirken. Kommissar Ballauf, der Jost Lehnen befragen will, kann dies zwar gerade noch verhindern, aber nicht, dass Lehnen nun von seiner Frau aus Enttäuschung verlassen wird.
Der hoch verschuldete Masseur Timo Eckhoff, ein weiterer Verdächtiger, konnte bisher von Ballauf und Schenk nicht befragt werden, da er verschwunden ist. Seine Schulden entstammen einem Kredit für die Ausstattung seiner ersten Wohnung. Dass er sich in einem billigen Hotel in Brühl versteckt hält, wird offensichtlich, als er dort einen Pizzaboten bezahlt und dazu Pavlous Kreditkarte einsetzt. Während Eckhoff damit schon als Täter gilt, identifiziert David Gross Eckhoffs Schwager, Marcin Wójcik als den Mann, der Pavlou vor einiger Zeit gefolgt war. Wójcik gesteht bei einer Befragung, dass er zusammen mit Eckhoff Pavlou überfallen hat. Pavlou wurde dabei verletzt und Eckhoff fuhr mit dem stark blutenden Pavlou in dessen Auto davon.
Über seine Kreditkartenzahlung wird Eckhoff durch die Polizei lokalisiert. Er gesteht den Kommissaren, dass Pavlou trotz seiner Versuche, ihn zu verarzten, gestorben sei. Gross, der Eckhoff kurz vor der Polizei erreicht hat, bekommt dies mit und erkennt, dass sein Partner viele Menschen in Elend und Verzweiflung getrieben hat.

## Hintergrund
Der Film wurde vom 14. November 2023 bis zum 14. Dezember 2023 in Köln und Umgebung gedreht. Der Drehort für die „Kaufstadt“; in der Stefanie Schreiter einkauft und später ihren Selbstmordversuch begeht, befindet sich in Bonn, Remigiusstraße 113 im dortigen Modehaus Sinn.

## Trivia
Das am Ende des Films zu sehende Plakat zeigt einen QR-Code, der auf die Startseite eines Onlinedienstes zum Erstellen von QR-Codes verweist.

## Einschaltquoten
Die Erstausstrahlung von Restschuld am 5. Januar 2025 wurde in Deutschland von 9,94 Millionen Zuschauern gesehen und erreichte einen Marktanteil von 35,3 % für Das Erste.